# Клан О'Ґалагер

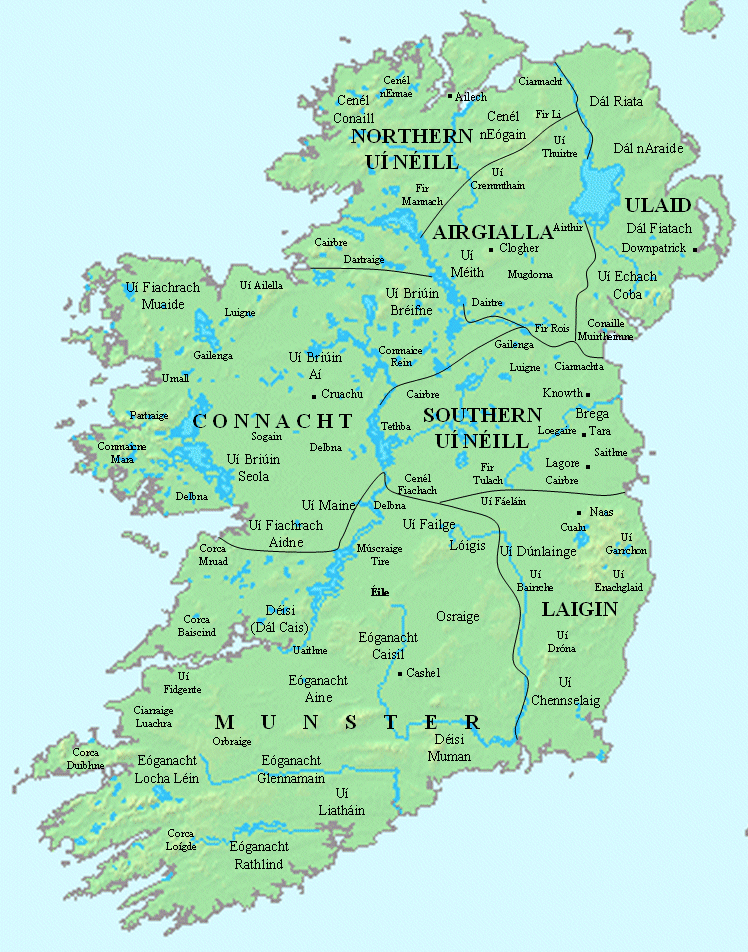
Племена, королівства, найбільші клани в Ірландії в ранньому середньовіччі біля 800 року.

Клан О'Ґалагер (ірл. — Clan O'Gallagher, Clan Ó Gallchobhair,  Clan Ó Gallachóir) — О'Ґалхобайр, О'Ґалахойр, О'Ґалахер — один з кланів Ірландії, що володів землями в нинішньому графстві Донегол (Дун на н-Ґалл) на території давнього королівства Тір Конайлл. Назва клану виникла у Х столітті від імені засновника клану Ґалхобайра мак Роркана (ірл. — Gallchobhair Mac Rorcan). Клан виник від давнього ірландського клану Кенел Конайлл (ірл. — Cenél Conaill), що був гілкою північних Ві Нейллів (ірл. — Uí Néill) — нащадків верховного короля Ірландії Ніла (Нейлла) Дев’яти Заручників. Безпосередні попередники клану О'Ґалагер мали владу і трон верховних королів Ірландії протягом 7 століть. Це були такі верховні королі Ірландії, як Айнмуйре мак Сетнай (ірл. — Ainmuire mac Sétnai), Аед мак Айнмуйрех (ірл. — Áed mac Ainmuirech), Маел Коба мак Аедо (ірл. — Máel Coba mac Áedo), Келлах мак Маеле Коба (ірл. — Cellach mac Máele Coba). Аед (Ед) також був предком кланів О’Доннелл та О'Дохерті. У середні віки люди з клану О'Ґалагер були марщалами та королями королівства Тір Конайлл (Тірконелл), володіли королівством раніше, ніж люди з клану О’Доннелл. 

## Етимологія назви
Назва клану О'Ґалагер є англоїзованою назвою ірландської назви клану О Ґалхобайр. Нові орфографічні форми цієї назви — О Ґаллхойр, О Ґаллахойр (ірл. — Ó Gallchóir, Ó Gallachóir). Це чоловічі форми назви клану — таке прізвище в давній і середньовічній Ірландії могли мати лише чоловіки. Жіночі форми — Ні Галллхобайр (ірл. — Ní Ghallchobhair) або пізніші — Ні Галлхойр, Ні Галлахойр (ірл. — Ní Ghallchóir, Ní Ghallachóir). Крім вищезгаданого правопису, є більш як 30 варіантів напису назви клану О'Ґалагер: Gallacher, Gallager, Gallaher, Gallocher, Galliher, Gallaugher, Galagher, Galegher, Goligher, Golliher, Gollaher, Gallahue та ін.
Це прізвище найбільш поширене на землях клану — в графстві Донегол — Дун на н-Галл (ірл. — Dún na nGall). В Ірландії прізвище О'Ґалагер належить до 14 найбільш поширених прізвищ. 

## Історія клану О'Ґалагер

### Походження
Коналл Гулбан (ірл. — Conall Gulban) — син верховного короля Ірландії Ніла Дев’яти Заручників (ірл. — Niall Noígiallach) заснував королівство Тір Конайлл (ірл. — Tír Chonaill) у V столітті. Територія королівства включала нинішнє графство Донегол і кілька прилеглих районів. У Коналла Гульбана було 5 батів: Еоган — заснував клан Кенел н-Еогайн, Кайпре — заснував клан Кенел Кайпре, Фіаха — заснував клан Кенел Фіахах, Коналл Кемхайнне — був предком кланів Холмайн та Сіл Аедо Слайне, Лоегайре — заснував клан Кенел Лоегайре. 
Клан О'Ґалагер походить з ірландського баронства Тір Аода (ірл. — Tír Aodha) або, як його ще називають, Тір Х'ю (ірл. — Tír Hugh) та Рафое (ірл. — Raphoe) на сході графства Донегол. Місцевість Баллібейт (ірл. — Ballybeit) та Баллінаглак (ірл. — Ballynaglack) була вотчиною та резиденцією вождів клану. Вожді походять з клану Кенел Аеда (Ея, Х’ю) (ірл. — Cenél Aedha) — нащадки Аеда мак Айнмуреха (ірл. — Áed mac Ainmuireach), який в свою чергу походить від клану Кенел Конейлл. 
Згідно з легендою, засновник клану Ґалхобайр мак Роркан був мужнім, благородним і оригінальним (як для свого часу) чоловіком. Він був місцевим вождем і біля узбережжя його володінь зазнав катастрофи корабель вікінгів. Він врятував їх і надав їм притулок, потім допоміг повернутися на батьківщину. Для тих часів це, м’яко кажучи, дивно — для ірландців вікінги були піратами і розбійниками. Хоча в легенді зазначається, що це був перший похід вікінгів у Ірландію. Потім врятовані вікінги повернулися в Ірландію грабувати і завойовувати, але ніколи вони не чіпали володіння клану Ґалхобайр. Завдяки цій події він дістав ім'я «Помічник іноземцю». «Галл» — іноземець, незнайомець, «кубайр», «кабайр» — допомога. Найбільш ранні згадки про клан у формі назви Галхубайр (ірл. — Gallchubhair) знайшли у Королівській бібліотеці Брюсселя. Згадується клан і літописі Чотирьох Майстрів, де є запис, що Маел Кобо Ві Галлхобар (ірл. — Mael Cobo Úi Gallchobhar) був настоятелем монастиря Скрін Адамнайн (ірл. — Scrin Adamnain) і помер 1022 року. 
Є версія, що назва клану та ім'я засновника клану означають, що він був союзником вікінгів, які в ті часи робили наскоки на Ірландію, і тому в його землях панував мир і вікінги не грабували землю цього клану. Аод (Х'ю) — вождь, який є одним з предків клану, збудував у тих краях фортецю біля нинішнього Глассболі (ірл. — Glassbolie) в Тір Х’ю. Його нащадки правили в умовах відносного миру, в той час як на інші землі Ірландії постійно нападали вікінги. 
Взагалі союзами з вікінгами відрізнявся клан Кенел Лугдах, а не клан Галлхобайр з гілки Кенел Аеда, який виник ще до приходу вікінгів в Ірландію у IX столітті. Кенел Лугдах походять від Лугайда мак Сетнай — одного з правнуків Коналла Гульбана. Галлхобайр веде родовід від старшого брата Лугаде мак Сетнай — від Айнмуйре мак Сетнай. Земля Кенел Лугдах простягалась від Добар (ірл. — Dobhar) до річки Суйліде (Суліє, Свіллі) (ірл. — Suilidhe, англ. — Swilly) в Донеголі. Від цього клану походять клан Кенелл Конейлл та клани О’Дохерті та О’Доннел. 
Сучасна система прізвищ в Ірландії виникла приблизно в 900 році, але набула поширення приблизно 1100 року — після правління верховного короля Ірландії Бріана Бору. Це пов’язують в першу чергу з демографічними процесами в Ірландії. 
У XIV — XVI століттях вожді клану О'Ґалагер лишалися серед правлячої еліти королівства Тір Конелл. Королівство довгий час лишалося незалежним, тоді як інші королівства Ірландії були завойовані Англією. У королівстві Тір Конелл правлячою династією були королі з клану О’Доннелл, вожді клану О'Ґалагер були командирами армії, маршалами кавалерії. Клан О'Ґалагер допоміг Шейну О’Нілу — борцю за свободу Ірландії після нещасливої битви під Ферсайд Шулі (ірл. — Fearsaid Suili) у 1567 році. 

### XVI століття – епоха Тюдорів
У XVI столітті для багатьох ірландських кланів, в тому числі для клану О'Ґалагер, були важкі часи випробувань. Англійський король Генріх VIII оголосив себе королем Ірландії і почав методичне завоювання королівств Ірландії, які ще лишалися незалежними, особливо цей процес посилився після 1541 року. Крім того, він перейшов у протестантську віру, тоді як Ірландія лишилася католицькою, і почав насаджувати протестантизм в Ірландії. Королівство Тір Конайлл, клани О'Доннелл та О'Ґалагер вимушені були маневрувати, щоб зберегти своє королівство Тір Конайлл та свої клани від повного знищення. Клан О'Доннел підтримав єпископа О'Кейна, а не єпископа Едмонда О'Ґалагера. Едмонд О'Ґалагер потім помер при загадкових обставинах у 1543 році. Клан О'Ґалагер захопив замок Ліффорд і утримував його протягом року.
Після смерті Едмонда О'Ґалагера Папа призначив іншого О'Ґалагера єпископом Рафое, але він не зміг взяти на себе цю посаду до коронування королеви Марії, яка відновила католицтво як державну релігію у 1553 році. У королівстві Тір Конайл католицизм і далі лишався основною релігією і королівство Тір Конайл залишалося незалежним аж до Девятирічної війни в Ірландії (1594 – 1603) і повного здобуття Ольстера Англією в 1606 році. 
Редмонд О'Ґалагер був призначений єпископом Кіллала Папою Павлом III в 1545 році, і був визнаний єпископом королевою Англії Марією І, але немає ніяких відомостей про його стосунки з королевою Єлизаветою І, що була протестанткою. У 1569 році Редмонд О'Ґалагер був призначений єпископом Деррі. Він помер 15 березня 1601 року, не доживши до знищення останніх ірландських королівств. Донат О'Ґалагер став єпископом Кіллала в 1570 році. У 1580 році Донат О'Ґалагер був призначений єпископом Дауна та Коннора і помер у 1581 році. 

### XVII століття –Втеча графів
У літописі Чотирьох Майстрів щодо подій 14 вересня 1607 року згадуються Тадг О Кіанайн (ірл. — Tadhg Ó Cianáin) і такі люди з клану О'Ґалагер: Кахейр мак Тоймлін (ірл. — Cathaoir mac Toimlin), Кахейр мак Айрт (ірл. — Cathaoir mac Airt), Тойрлех Коррах (ірл. — Toirleach Corrach), Туатал (ірл. — Tuathal), Еод Ог (ірл. — Aodh Og), які втекли разом з О’Доннеллами з Ірландії на кораблях. Вони втекли у Бельгію і приєдналися до полку О’Нілів іспанської армії. Полк воював протягом 80 років у різних війнах. Аод О'Ґалагер та його дружина вирішили супроводжувати О’Доннеллів у Рим. 

### XVIII – XIX століття
У цей період було чимало відомих людей з клану О'Ґалагер як в Ірландії, так і розсіяних по світу. Капітан О'Ґалагер (помер 1818 року) був одним з ірландських партизанів і повстанців, які нападали на англійських землевласників наприкінці XVIII — на початку XIX століття. Він народився в Бонніконлон, жив зі своєю тіткою в Дерріронейн, у Свінфорді. Багато часу він проводив у лісі в Барлаліра. Коли він досяг повноліття, почав учиняти набіги на маєтки багатих англійських землевласників у графствах Майо, Слайго, Роскомон. 
Його напади на землевласників стали широко відомі завдяки одному інциденту, коли О'Ґалагер зі своїми людьми увірвався в будинок особливо ненависного землевласника в Кілласер і примусив його з’їсти документи щодо виселення селян з їхньої землі. 
Не дивлячись на те, що він успішно тікав від британських патрулів, його спіймала британська влада в Кулкерні чи в Атімассі біля підніжжя гори Ох, коли він лежав хворий у будинку свого друга під час Різдва. 
Його зрадила людина, якій він раніше допомагав. Британський командир у Фоксфорді, отримавши підкріплення з Балліна, Кастлебара, Свінфорда, оточив силою 200 червоних мундирів будинок, де перебував О'Ґалагер. Не бажаючи наражати на небезпеку господаря будинку та його сім’ю, капітан О'Ґалагер здався англійцям. Його відвезли в Фоксфорд, судили, потім відвезли в Кастлебар, де він був страчений. 
Перед стратою О'Ґалагер сказав британському командиру, що він закопав скарб під скелею в лісі Барналіра. Після страти британці довго шукали скарб, але так нічого і не знайшли. Скарб О'Ґалагера так досі і не знайдений.   

### Війна за незалежність Ірландії
У вільній пресі графства Корк на початку XX століття працював Френк О'Ґалагер, що співпрацював з Вільямом О'Брайеном, з політичним рухом «Всі за Ірландію», був прихильником Шинн-Фейн. Його видавничу діяльність британська влада припинила в 1916 році після публікації матеріалів, де він звинуватив британську владу в брехні про умови утримання в тюрмі ірландських республіканців у таборі для інтернованих Фронгоч. Френк О'Ґалагер був відомою і популярною фігурою в період «Чотирьох славних років» (1918–1921), коли він був заступником директора департаменту першого Дайлу (парламенту проголошеної Ірландської республіки), співпрацюючи з Ерскіном Чайлдерсом. Разом вони випускали ірландську газету. У 1965 році його книга про англо-ірландський договір була опублікована посмертно. У 1974 році була посмертно опублікована його книга «Неподільний острів: розділ історії Ірландії». 

## Герб вождів клану О'Ґалагер
На гербі вождів клану О'Ґалагер зображений чорний лев, що піднявся на задні лапи і наступив на змію. Лев на білому (срібному) фоні оточений 8 трилисниками конюшини (шамроку). 

## Деякі видатні і визначні люди з клану О'Ґалагер
- Анн Галалхер (ірл. — Ann Gallagher) — політик, працювала в «Шенад Ейренн» (ірл. — Seanad Éireann).
- Ендрю Галлахер (ірл. — Audrey Gallagher) — співак.
- Бенні Галлахер (ірл. — Benny Gallagher) — шотландський співак, автор пісень, учасник групи «Галлахер та Лайл» (ірл. — Gallagher and Lyle».
- Брендан Галлахер (ірл. — Brendan Gallagher) — канадський хокеїст.
- Бріді Галлахер (ірл. — Bridie Gallagher) — співак.
- Катерін Галлахер (ірл. — Catherine Gallagher) — літературний критик.
- Колм Галлахер (ірл. — Colm Gallagher) — ірландський політик.
- Конрад Галахер (ірл. — Conrad Gallagher) — бізнесмен з Літтеркені.
- Корнеліус Едвард Галлахер (ірл. — Cornelius Edward Gallagher) — американський політик.
- Ден Галлахер (ірл. — Dan Gallagher) — канадський телевізійник, автор блокбастерів.
- Дейдре Галлахер (ірл. — Deirdre Gallagher) — ірландський гонщик.
- Деліа Галлахер (ірл. — Delia Gallagher) — телевізійний журналіст.
- Деніс Галлахер (ірл. — Denis Gallagher) — ірландський політик.
- Дермот Галлахер (ірл. — Dermot Gallagher) — англійський футбольний рефері.
- Елен Галлахер (ірл. — Ellen Gallagher) — американська артистка.
- Герадь Галлахер (ірл. — Gerald Gallagher) — британський колоніальний адміністратор (острови Фенікс).
- Джіно Галлахер (ірл. — Gino Gallagher) — командир військової революційної організації «Ірландська Національна Вільна Армія».
- Гелен Галлахер (ірл. — Helen Gallagher) — американська актриса.
- Джіммі Галлахер (ірл. — Jimmy Gallagher) (1901 – 1971) — американський спортсмен.
- Джо Галлахер (ірл. — Joe Gallagher) (1914 – 1998) — американський бейсболіст.
- Джо Галлахер (ірл. — Joe Gallagher) — боксер.
- Джо Галлахер (ірл. — Joe Gallagher) — футболіст.
- Джозеф Галлахер (ірл. — Joseph Gallagher) — шахіст, гросмейстер, теоретик шахової гри.
- Кейті Галлахер (ірл. — Katie Gallagher) — дизайнер.
- Кейті Галлахер (ірл. — Katy Gallagher) — головний міністр Австралійської столичної території.
- Керрі Галлахер (ірл. — Kerri Gallagher) (нар. 1989) — американський спортсмен-легкоатлет.
- Кевін Р. Галлахер (ірл. — Kevin R. Gallagher) — гітарист.
- Кім Галлахер (ірл. — Kim Gallagher) — американський спортсмен.
- Лео Антоні Галлахер (ірл. — Leo Anthony Gallagher Jr.) (нар. 1946) — американський комік.
- Ліам Галлахер (ірл. — Liam Gallagher) — вокаліст британської групи «Оазис».
- Луїс Дж. Галахер (ірл. — Louis J. Gallagher) — американський єзуїт, письменник, перекладач.
- Меггі Галлахер (ірл. — Maggie Gallagher) — американський коментатор.
- Марк Галлахер (ірл. — Mark Gallagher) — гітарист, учасник групи «Ревен» (англ. — Raven).
- Метт Галлахер (ірл. — Matt Gallagher) — капітан американської армії, письменник.
- Меган Галлахер (ірл. — Megan Gallagher) — американська актриса.
- Ноел Галлахер (ірл. — Noel Gallagher) — гітарист британської групи «Оазис».
- Мартін Галлахер (ірл. — Martin Gallagher) — новозеландський політик.
- Мік Галлахер (ірл. — Mick Gallagher) — музикант.
- Норм Галлахер (ірл. — Norm Gallagher) — австралійський трейд-юніоніст.
- Раймонд Ф. Галлахер (ірл. — Raymond F. Gallagher) (нар. 1939) — сенатор від штату Нью-Йорк.
- Роберт Галлахер (ірл. — Robert Gallagher) — фотограф.
- Рорі Галлахер (ірл. — Rory Gallagher) — ірландський гітарист та співак.
- Шейн Галлахер (ірл. — Shane Gallagher) — гітарист.
- Шаун Галлахер (ірл. — Shaun Gallagher) — американський філософ.
- Стефен Галлахер (ірл. — Stephen Gallagher) — британський письменник.
- Тесс Галлахер (ірл. — Tess Gallagher) — американська письменниця.
- Тім Галлахер (ірл. — Tim Gallagher) — американський орнітолог.
- Вес Галлахер (ірл. — Wes Gallagher) — американський журналіст.